# 윌리엄 헤즈
윌리엄 헤즈(William Haze, 1969년 1월 1일 ~ 2016년 2월 11일)는 미국의 배우, 텔레비전 배우이다.
탬파에서 태어났으며 미국에서 사망하였다.

## 방송
- 원 트리 힐 2

## 영화
- 익스험 (2017년)
- 오데사 (2015년)
- 선라이트 주니어 (2013년)
- 헤드썸 (2012년) - 마크 역
- 파티 걸 (2011년)
- 트랜스포머 3 (2011년) - FBI 에이전트 역
- 에이스 벤츄라 3 (2009년)
- 미들 오브 노웨어 (2008년)
- 오해 (2008년)
- 퍼니셔 (2004년)
- 원 트리 힐 (2003년)
- 카니발 노리지 (2002년)
- 지퍼스 크리퍼스 (2001년)